# Van Hattum en Blankevoort
Van Hattum en Blankevoort is een werkmaatschappij van de grote Nederlandse aannemerscombinatie Koninklijke Volker Wessels Stevin.
Het bedrijf beweegt zich al sinds de oprichting in de negentiende eeuw op de markt van de grotere infrastructurele projecten. De onderneming was betrokken bij praktisch alle  grote werken in Nederland, waaronder de Zuiderzeewerken in de jaren dertig van de twintigste eeuw en de Deltawerken na de overstromingsramp van 1953. Wereldwijd werkte het bedrijf mee aan de aanleg van grote haven- en kanaalprojecten, zoals het Panamakanaal.

## Geschiedenis
De eerste activiteiten vonden plaats in 1831, toen Arie van Hattum uit Sliedrecht een contract voor het vijfjarig onderhoud aan kribben in de rivieren Merwede en Lek tekende. Tien jaar later vestigde Cornelis Blankevoort zich als aannemer in Monnickendam. De twee aannemingsbedrijven werkten rond 1900 voor het eerst samen. Vanaf 1910 voerden ze alle werkzaamheden gezamenlijk uit.
In 1950 werd Van Hattum en Blankevoort NV opgericht, het bedrijf kreeg in 1968 een effectenbeursnotering. In 1971 ontstond door fusie de Stevin Groep en in 1978, bij het samengaan met de Koninklijke Adriaan Volker Groep, de Koninklijke Volker Stevin (KVS). Verdere expansiedrang leidde in 1997 tot een fusie met Kondor Wessels tot de Koninklijke Volker Wessels Stevin groep. De naam Van Hattum en Blankevoort bleef ondanks alle fusies voortbestaan als naam van een van de werkmaatschappijen.
Sinds 1890 was het bedrijf gevestigd in Beverwijk. In 1993 betrok men het hoofdkantoor in Woerden. In 2017 verhuisde men naar het huidige hoofdkantoor in Vianen. In ditzelfde pand is ook VolkerInfra gevestigd.

## Bekende projecten
- Blauwbrug (1883)
- Zeelandbrug (1963-1965)
- John F. Kennedybrug (1967)
- Beneluxtunnel (1967)
- Bruggen in de  Bijlmermeer (1968)
- Bijlmerdreefmetrobrug (1971-1975)
- Viaducten op het Rottepolderplein (1971-1974)
- Kiltunnel (1974-1977)
- Oosterscheldekering (1976-1986)
- Zeeburgertunnel (1984-1989)
- Maeslantkering (1991-1997)
- Hartelkering (1991-1997)
- Parkeergarage Museumplein (1999)
- Brug Hollandsch Diep (2000-2004)
- Sijtwendetunnel (2003)
- Hoge Brug (Maastricht) (2003)
- Parkeergarage Mosae Forum (2002-2006)
- Hubertustunnel (2004-2008)
- Ramspolbrug (2009-2010)
- Westrandweg (2009-2012)
- Máximakanaal (2010-2014)
- 2e Julianasluis (2011-2014)
- A4 Delft-Schiedam (2012-2015)